# Thierry Chaix
Thierry Chaix (né le 21 avril 1962 à Gap) est un sportif et chef d’entreprise français, cofondateur de la société Vert Marine. Il est joueur professionnel de hockey sur glace de 1978 à 1992 et président du club de hockey français des Dragons de Rouen.

## Biographie

### Carrière de joueur
Thierry Chaix est hockeyeur professionnel pendant quatorze ans, à Gap à partir de 1978 puis à Rouen au sein du club des Dragons de 1988 à 1992, décrochant le titre de meilleur joueur de la saison en ligue Magnus en 1987 et remportant à deux reprises le titre de Champion de France avec les Dragons de Rouen (1990 et 1992). Il est également sélectionné à plusieurs reprises comme international au sein de l’équipe de France de hockey sur glace. En 1984, il est élu meilleur joueur de la saison du championnat de France, alors qu'il évolue avec le club de Gap et il reçoit le trophée Albert-Hassler. Il met fin à sa carrière en étant, à la fin de 2007, le seizième meilleur pointeur de l'histoire du club (145 points).

### Chef d'entreprise
En 1992, après sa seconde coupe Magnus, il quitte le monde du hockey et fonde, avec son associé Jean-Pascal Gleizes, la société Vert Marine, société spécialisée dans la gestion déléguée des équipements sport et loisirs publics.
En 2009, il co-crée OPALIA, une filiale commune Vert Marine - Lyonnaise des eaux, dédiée aux projets de concessions de piscines.

### Autres mandats
Il est également le président des Dragons de Rouen.